# Illuga saga Gríðarfóstra
Illuga saga Gríðarfóstra es un fornaldarsögur  sobre un joven vikingo de Dinamarca llamado Illugi que libera a una mujer troll y a su madre de una maldición. La saga es relativamente moderna, los manuscritos más antiguos que sobreviven pertenecen al siglo XVII.

## Sinopsis
La historia se inicia en Dinamarca donde reinaba Hringr, hijo de Skjöld Dagsson, otro rey que según la obra dispone de su propia saga, Hrings saga og Tryggva, donde se cita sus batallas como gran guerrero. La obra alaba las virtudes del rey Hringr y las de su hijo, llamado Sigurd. La madre de Sigurd era Sigrid, hija de Vilhjalm (Guillermo) de Galia.
No muy lejos de donde vivían, tenía su hacienda el granjero Svidi el Valiente, cuya esposa se llamaba Hildr y tenían en común un hijo, Illugi. Illugi era alto, fuerte y bueno en todas las artes, a menudo competía deportivamente con el príncipe Sigurd. Ambos se convirtieron en buenos amigos y se juraron amistad, en la forma de vengarse mutuamente si algo sucediese a uno de ellos.
No obstante, el rey tenía un consejero llamado Björn, traicionero y retorcido, versado e instruido en el seidr (brujería). Björn también era un gran guerrero que defendía con mucha habilidad el reino de Dinamarca para el rey. Björn estaba celoso de la relación entre Sigurd y Illugi, así que lanzó rumores y acusaciones delante del rey y el príncipe, pero Sigurd no le creyó.
Un verano, Sigurd, Björn e Illugi fueron de expediciones vikingas a Escocia y las Orcadas. El botín fue suculento y cuando llegó el otoño se dirigieron de vuelta a Dinamarca. Durante el trayecto se enfrentaron a una gran tormenta que los llevó hasta una bahía llamada Gandvik Como hacía frío Björn pidió a Illugi que cruzase el fiordo para buscar leña para el fuego, si lo conseguía probaría que era mejor consejero que Björn mismo y le entregaría su anillo. Illugi declinó la oferta y dijo que iría a recoger leña de todas formas.
Al cruzar el fiordo, encontró una cueva habitada por una mujer troll llamada Grid (Gríðr). No podía decirse que era una belleza, de hecho era bastante repugnante. Illugi le dijo que buscaba leña para el fuego y Grid le contestó que no recibiría nada hasta que dijera tres palabras que fuesen ciertas sin pensar, y acostarse con su hija. La hija era impresionante, Illugi se enamoró de inmediato. Las tres palabras que escogió era que Grid era repugnante, que la hacienda donde vivían era muy hermosa y que su hija lo era todavía más. Grid contestó que como él prefería a su hija, podía llevársela a la cama. Illugi se sorprendió que la hija no disfrutase del momento y rápidamente supo por qué: Grid le agarró por el cabello, puso un cuchillo en su cuello y le dijo que iba a morir por seducir a su hija. Illugi no mostró signos de pánico, y Grid le dijo que regresase a la cama recalcando que jamás había visto a nadie con menos miedo a la muerte. Ella ya había matado a 16 hombres y todos mostraron miedo. Grid dijo que tendría como mujer una muchacha llamada Hildr, y le explicó su historia.
Grid comenzó explicando que hubo un rey llamado Áli en el Alvheim (hoy Bohuslän) y su reina consorte era Alfrun. Ambos tenían una hija llamada Signý, una muchacha muy espabilada. Signý casó con un rey llamado Eirík que murió pronto durante una incursión vikinga en el oeste, dejándola viuda con una hija muy bella llamada Hildr. Signý regresó al reino de su padre, pero la madre murió pronto y el rey casó en segundas nupcias con Grimhilda. Grimhilda era una mujer bellísima pero vil, así como sus hijas fruto de una primera relación. Los rumores se extendieron por todo el reino y cuando un hombre desapareció misteriosamente, le fue atribuido a Grimhild. Grimhilda asesinó al viejo rey con veneno y se convirtió en monarca absoluta, su tiranía no tenía límites y provocó el desencanto del reino. Grimhilda desterró a Signý y su hija Hildr del reino, maldijo a ambas condenándolas a vivir en una cueva. Todos los hombres que conociesen a Hildr se enamorarían perdidamente de ella, pero Signý los mataría a todos, y cada noche siete hermanas intentarían atacar y mutilarla. Ambas vivirían en esas condiciones hasta que encontrasen un hombre que no tuviera miedo a morir. Al oír esto, Signý se quedó muda de la pena, pero Hildr maldijo a Grimhilda diciéndole que el fuego ardería entre sus piernas, mientras tanto la mitad de su cuerpo ardería y la otra mitad se congelaría hasta que la maldición hubiera pasado. Al final Grimhilda debería morir entre las llamas y morir.
Grid confesó que ella era realmente Signý y que como Illugi le había liberado tras once años, él se casaría con su hija. De repente, llegaron siete mujeres jotuns con espadas cortas y atacaron a Grid, hiriéndola. Illugi se lanzó al ataque para defender a Grid, mató a las siete gigantes y luego fueron pasto de las llamas.
Grid dio a Illugi mucho oro y regresó a sus naves con la leña para el fuego. Todos los hombres se alegraron de verle, pero Björn acusó a Hildr de ser un troll malvado. Sigurd ordenó a Björn que se calmase. Más tarde Björn desapareció y al día siguiente apareció ahorcado en lo alto del mástil de su barco. Así es como Grid le castigó por llamar a su hija troll. 
Sigurd navegó después a Finnmark y desde allí regresó a Dinamarca con todas las naves cargadas de tesoros. Más tarde, el rey Hringr murió de una enfermedad y Sigurd heredó Dinamarca y Skåne.
Signý fue a Dinamarca para reunirse con ellos y fue bien recibida por Illugi y Hildr. Illugi explicó a Sigurd todo sobre Signý y Sigurd decidió casarse con ella, ambos tuvieron muchos hijos y vivieron mucho tiempo. Por su lado, Illugi tuvo también una larga vida pero nunca tuvo descendencia de Hildr. No obstante, Illugi fue el padre adoptivo de Gnodar-Asmund, el protagonista de la saga Egils saga einhenda ok Ásmundar berserkjabana.